# Ruta 614 (Costa Rica)
La Ruta 614, oficialmente Ruta Nacional Terciaria 614, es una ruta nacional de Costa Rica ubicada en la provincia de Puntarenas.

## Descripción
En la provincia de Puntarenas, la ruta atraviesa el cantón de Corredores (los distritos de Corredor, La Cuesta, Canoas).